# تشيستر وليامز
تشيستر وليامز (بالإنجليزية: Chester Williams)‏ هو لاعب اتحاد الرغبي جنوب أفريقي، ولد في 8 أغسطس 1970 في بارل ‏ في جنوب أفريقيا.

## وصلات خارجية
- تشيستر وليامز عل موقع إسبنسكروم (الإنجليزية)
- تشيستر وليامز على موقع ItsRugby.co.uk (الإنجليزية)